# Björkliden
Björkliden est une localité et une station de sports d'hiver située dans les montagnes de Laponie, dans le comté de Norrbotten, au nord de la Suède.
Elle est située sur la ligne de chemin de fer Malmbanan et la Route européenne 10, permettant de la relier aux villes de Narvik (à 75 km, en Norvège) et Kiruna (à 100 km).
Outre les infrastructures de ski, on trouve aussi le terrain de golf le plus au nord de Suède.